# スビテン

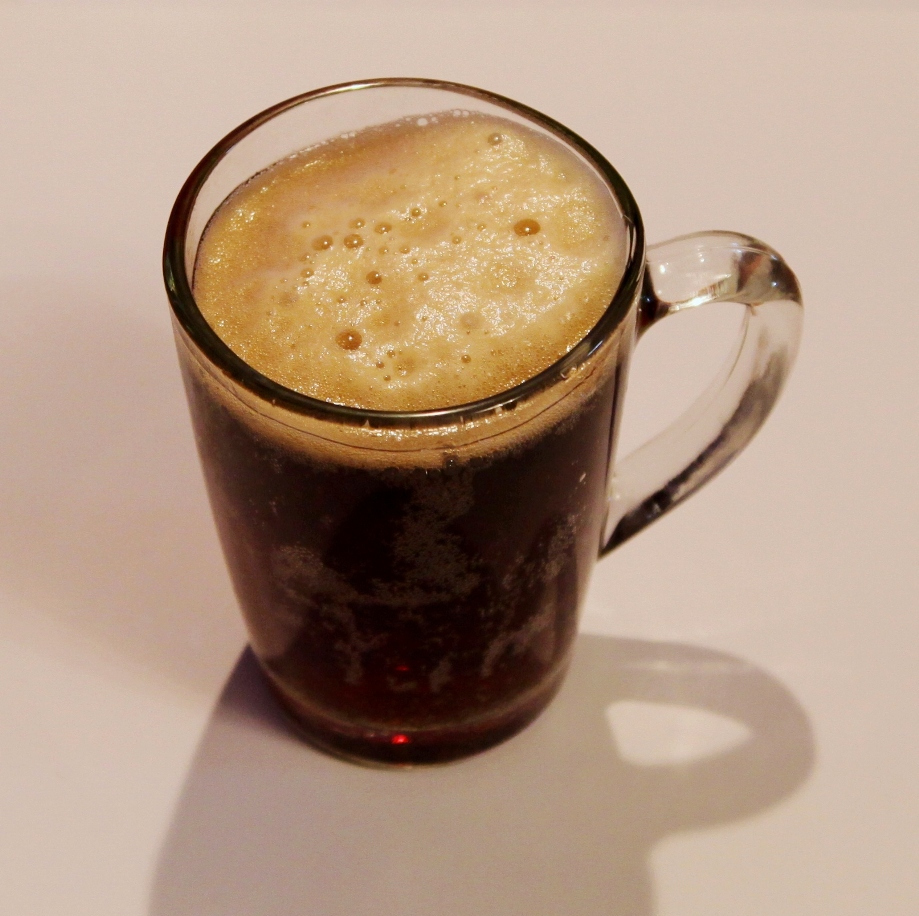
グラスに入ったスビテン

スビテン（ロシア語：сбитень、ラテン文字表記：sbiten）は、伝統的にロシアで冬季に飲まれる温かい飲み物である。深紫色で、レシピにより非常にスパイシーだったり非常に甘かったりする。

## 歴史
スビテンへの最初の言及は、1128年に遡る。それ以来、コーヒーや紅茶にとってかわられる9世紀まで、東スラブ人社会の全ての社会階級で人気を博した。ロシアでは21世紀に大量生産飲料として、再度人気になった。

## 製法
蜂蜜酒やメドヴーハと同様に、スビテンのベースは蜂蜜と水、スパイス、ジャムを混ぜたものである。スビテンのレシピの1つは、16世紀のDomostroyにも記載されている。クワスと比べると、スビテンの製法はずっとシンプルである。あるレシピでは、蜂蜜とスパイス及び果汁を別々に加熱し、これらを合わせて再度加熱する。他のレシピでは、全ての材料を最初に混ぜ、一度に加熱するものもある。水の代わりに赤ワインを用いて、アルコール飲料にすることもできる。ミントの葉かシナモンスティックを飾る。
夏には冷やして飲むこともある。

## Сбитенщик

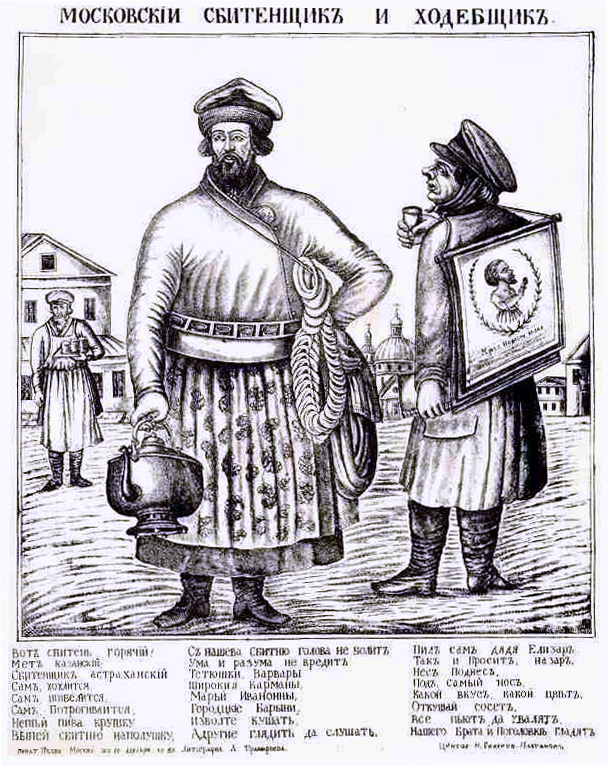
19世紀のルボークに描かれたスビテン売りと行商

Сбитенщик(ズ/スビテェーンシク)は、キエフ大公国、モスクワ大公国、ロシア帝国にいたスビテン売りである。この伝統は、12世紀にはじまった。
1783年にヤコブ・クニャジニンが著し、w:Antoine Bullantが音楽を付けたコミックオペラ『スビテン売り』(The Sbiten Vendor)は、18世紀から19世紀にロシアで非常に人気となった。スビテン売りは、サモワールの発展に重要な役割を果たした。